# 애디슨 몽고메리
애디슨 몽고메리(영어: Addison Montgomery)는 숀다 라임스가 제작한 TV 드라마 《그레이 아나토미》의 등장인물이자, 그 스핀오프 드라마 《프라이빗 프랙티스》의 주인공이다. 세계 톱클래스 실력의 신생아학 전문 외과의이다. 케이트 월시가 연기했다.